# كاميلا أفيلا
ماريا كاميلا أفيلا مونتانيز (من مواليد 26 يونيو 1995) عارضة أزياء كولومبية وحاملة لقب ملكة جمال توجت ملكة جمال الكون كولومبيا 2023، وهي أول مندوبة من كازاناري تتوج ملكة جمال الكون كولومبيا في نهاية الحدث، أصبحت أول فائزة من كازاناري وأيضًا أول امرأة وأم متزوجة تتوج بلقب ملكة جمال الكون كولومبيا ليلة 2 سبتمبر 2023 في بارانكويلا، أتلانتيكو. مثلت كولومبيا في مسابقة ملكة جمال الكون 2023. انهت المسابقة ضمن أفضل خمس متسابقات.

## نشأتها
ولدت كاميلا أفيلا في 26 يونيو 1995 في يوبال، كازاناري، كولومبيا. وهي الابنة الوحيدة لوالدتها مارثا سيسيليا مونتانيز والمهندس الكهربائي رينالدو أفيلا، منذ العاشرة من عمرها كرست كاميلا للعب التنس، وهي رياضة أعطتها الفرصة لتمثيل كازاناري في مختلف البطولات الوطنية والدولية. أكملت دراستها الابتدائية والثانوية في مركز لا برينسيون الاجتماعي في مسقط رأسها، ودرست التواصل الاجتماعي والصحافة في جامعة سيرجيو أربوليدا في بوغوتا العاصمة.

## مسابقات الجمال و التتويج

### سينيوريتا كازاناري 2018
في عام 2018، تم الإعلان عن أفيلا كممثلة منقطة كازاناري في مسابقة سينيوريتا كولومبيا 2018، والتي أقيمت في نوفمبر من نفس العام في قرطاجنة. إلا أن مجلس إدارة المسابقة ألغى مشاركتها، بدعوى أن أفيلا كان لديها مدير ولديه صور احترافية لها خلافًا للوائح المسابقة. وعلى الرغم من ذلك إلا أنها شاركت في هذا الحدث.

### ملكة جمال الكون كولومبيا 2023
فازت أفيلا بالمسابقة في 02 سبتمبر 2023 في بارانكويلا، أتلانتيكو. كانت أول متسابقة من كازاناري، وأيضًا أول امرأة متزوجة وأم تتوج بلقب ملكة جمال الكون كولومبيا.

### ملكة جمال الكون 2023
مثلت كاميلا كولومبيا في مسابقة ملكة جمال الكون 2023 في 18 نوفمبر 2023 في سان سلفادور، في نهاية المسابقة احتلت أحد المراكز الخامس الأولى.
| الجوائز و الإنجازات                   | الجوائز و الإنجازات           | الجوائز و الإنجازات      |
| ------------------------------------- | ----------------------------- | ------------------------ |
| سبقه ماريا فرناندا أريستيسبال كوينديو | ملكة جمال الكون كولومبيا 2023 | تبعه دانييلا تولوزا فالي |
| سبقه هيلس باريوس توريس                | ملكة جمال الكون كازاناري 2023 | تبعه ماريا خوسيه فيليغاس |